# Alexander Mesa
Alexander "Nano" Mesa Travieso (ur. 5 lutego 1995 w San Cristóbal de La Laguna) – hiszpański piłkarz występujący na pozycji napastnika w Cádiz CF.